# Le Suprême Bon Ton
 (juillet 2021).
Si vous disposez d'ouvrages ou d'articles de référence ou si vous connaissez des sites web de qualité traitant du thème abordé ici, merci de compléter l'article en donnant les références utiles à sa vérifiabilité et en les liant à la section « Notes et références ».

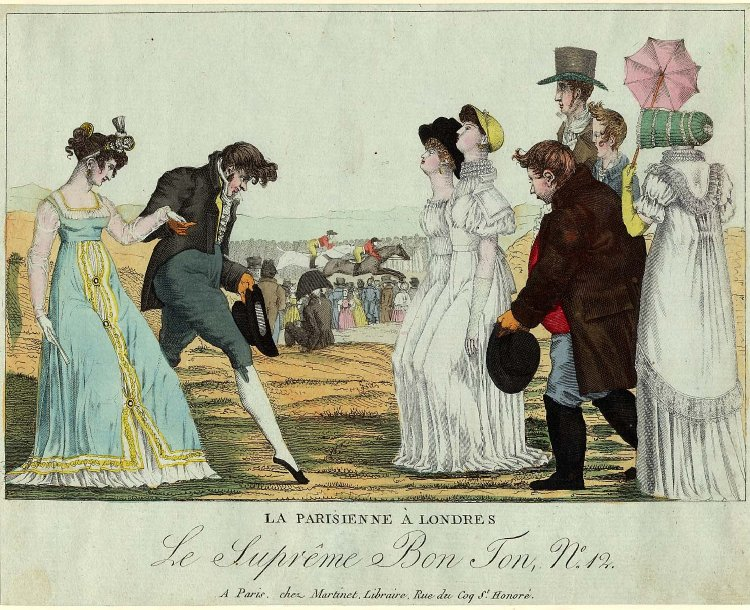
« La Parisienne à Londres », Le Suprême Bon Ton n° 12

Le Suprême Bon Ton ou Étrennes de la mode aux personnes curieuses de leur parure est une série de caricatures sur la mode, publiées à Paris au début du XIXe siècle par Aaron Martinet et Adrien Godefroy.